# میخائیل بیچکوف
میخائیل بیچکوف (روسی: Михаил Иванович Бычков؛ ۲۲ مهٔ ۱۹۲۶ – ۱۷ مهٔ ۱۹۹۷) بازیکن هاکی روی یخ، و بازیکن فوتبال اهل اتحاد جماهیر شوروی سوسیالیستی بود.